# Георг Кнепфле
Георг Кнепфле (нім. Georg Knöpfle, нар. 16 квітня 1904, Шрамберг — пом. 14 грудня 1987, Гамбург) — німецький футболіст, що грав на позиції півзахисника. По завершенні ігрової кар'єри — футбольний тренер.

## Клубна кар'єра
Народився 16 квітня 1904 року в місті Шрамберг у сім'ї Маттіаса Кнепфле (1871—1962) та Крістіни Хес (1872—1942). Він був четвертою дитиною з семи дітей у сім'ї. З 1910 по 1918 рік він навчався у місцевій середній школі, після чого вивчив професію механіка і працював на годинниковому заводі Junghans до 1925 року. Тут же, починаючи з дев'яти років, Георг почав захоплюватися футболом і виступав за молодіжний склад команди «Шрамберг 08».
17 квітня 1926 року Кнепфле переїхав у Фюрт і потрапив у «Гройтер», який у той час очолював Вільям Таунлі. В червні цього ж року йому разом з клубом вдалося здобути перемогу в чемпіонаті Німеччини. Положення Кнепфле в складі було нестабільним, але через деякий час виступів за дублюючу команду йому вдалося вийти на провідні ролі в клубі.

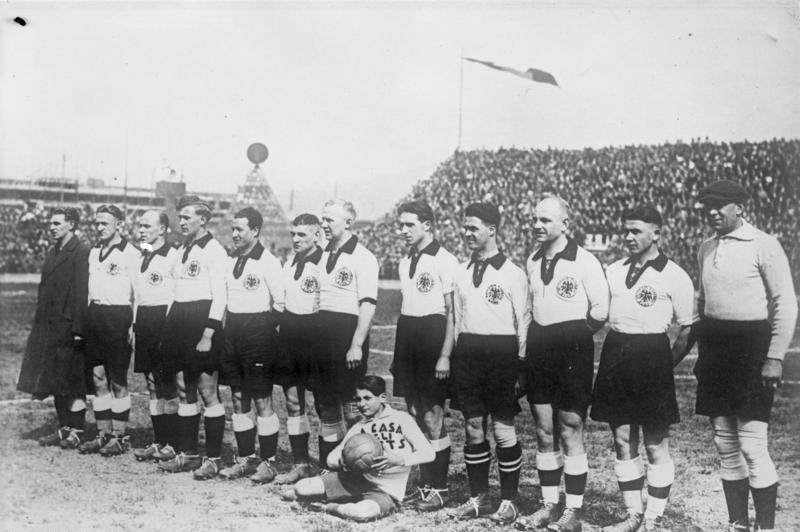
Георг Кнепфле (третій зліва) у складі збірної Німеччини в матчі проти команди Італії

1928 року, незабаром після олімпійського турніру Кнепфле перебрався в «Франкфурт», який відчував проблеми, пов'язані з посиленням місцевого «Айнтрахта». У 1932 році їм вдалося здобути перемогу в південнонімецькій першості, здолавши у фінальному матчі «Мюнхен 1860» з рахунком 1:0. Єдиний гол в цій грі ударом головою забив сам Кнепфле. На наступний рік «Франкфурт» був заявлений у новостворену Гаулігу «Південний Захід», але Георг вирішив завершити професійну кар'єру через травми. Він і донині залишається володарем найбільшої кількості ігор за збірну Німеччини будучи гравцем «Франкфурта».

## Виступи за збірну
Георг міг виступати як на правому, так і на лівому флангах півзахисту і володів неабиякими швидкісними якостями, що і спонукало тренера збірної Німеччини Отто Нерца викликати його на матч з командою Швейцарії, що відбувся 15 квітня 1928 року в Берні і завершився з рахунком 3:2 на користь гостей. Після декількох тестових ігор з англійськими і шотландськими професійними клубами Кнепфле був включений в заявку на участь у Олімпійських іграх 1928 року в Амстердамі. На Олімпіаді Георг виступив у двох матчах проти збірних  Швейцарії і Уругваю на позиції правого півзахисника. Протягом кар'єри у національній команді, яка тривала 6 років, провів у формі головної команди країни 23 матчі.

## Кар'єра тренера
Ще під час виступів за «Франкфурт» Кнепфле вступив у вищу школу фізичної культури у Берліні і закінчив її за спеціальністю «футбольний тренер». Протягом трьох місяців літа 1932 року він стажувався в гамбургській «Вікторії», а після важкої травми і завершення кар'єри гравця зумів потрапити в тренерський штаб збірної Німеччини і взяти участь у підготовці її до домашньої Олімпіади 1936 року. Після цього він був призначений директором у брауншвейгської вищої школи педагогічної освіти, а потім головою відділу фізичної культури брауншвейгського технічного університету. В цей же час він тренував місцевий «Айнтрахт».
Під час Другої Світової Війни Кнепфле продовжив керувати «Айнтрахтом» і на початку сорокових виступав у ролі граючого тренера команди. Також він залучався Отто Нерцем як помічник під час підготовки збірної. У 1948 році після 11 років у Браушвейзі він перейшов у ганноверську команду «Армінія».
В подальшому очолював «Гамбург», «Баварію» (єдиний клуб, з якого він був звільнений) та «Алеманію» (Аахен)
Починаючи з 1958 року він тренував бременський «Вердер» і виграв з ним у 1961 році перший в історії клубу кубок ФРН. На наступний рік «Вердер» брав участь у Кубку володарів кубків, де пройшов до чвертьфіналу, обігравши данський «Орхус», але поступився майбутньому переможцю «Атлетіко» (Мадрид) у двох матчах 2:4 (1:1; 1:3).
У 1963 році Кнепфле перейшов в «Кельн», до складу якого тоді входили майбутні легенди клубу Вольфганг Оверат і Вольфганг Вебер, і відразу ж виграв новостворену Бундеслігу. У Кубку чемпіонів він поступився на стадії чвертьфіналу «Ліверпулю» за жеребом, оскільки і матч, і перегравання завершилися внічию.
У 1966 році Кнепфле повернувся в «Гамбург» і став першим спортивним директором в історії Бундесліги. Після цього він на деякий час очолив команду, а потім перейшов в «Маєндорфер», де і завершив свою тренерську кар'єру в 1971 році.
Помер 14 грудня 1987 року на 84-му році життя від інфаркту в Гамбургу.

## Сім'я
Кнепфле був одружений також на уродженці Шрамберга Лаурі Абер (1905—2003), від якої він мав двох дочок і сина.

## Пам'ять
У 2004 році перший клуб Кнепфле «Шрамберг 08» назвав на його честь власний стадіон.

## Титули і досягнення
- Володар Кубка Німеччини: 1961